# Velesmes-Échevanne
Velesmes-Échevanne är en kommun i departementet Haute-Saône i regionen Bourgogne-Franche-Comté i östra Frankrike. Kommunen ligger i kantonen Gray som tillhör arrondissementet Vesoul. År 2022 hade Velesmes-Échevanne 489 invånare.

## Befolkningsutveckling
Antalet invånare i kommunen Velesmes-Échevanne
| Referens: INSEE |